# Black and White (1913)
Black and White is een stomme film uit 1913.

## Cast
| Acteur          | Personage |
| --------------- | --------- |
| Harry Carey     |           |
| Donald Crisp    |           |
| Grace Henderson |           |
| Dave Morris     |           |
| Clarence Barr   |           |